# Богоявленський собор (Києво-Братський монастир)
Богоя́вленський собо́р — головний храм Київського Братського Богоявленського монастиря, збудований на місці ранішої дерев'яної церкви. Споруджений за меценатської допомоги гетьмана Івана Мазепи протягом 1690—1693 років. Знищений більшовиками в 1936 році.

## Історія собору

### Дерев'яний собор 1620—1651рр.
Братський монастир було засновано 1615 року на землях міщанки Галшки Гулевичівни. Соборну Богоявленську церкву закладено в 1620 р. гетьманом Петром Сагайдачним у центрі площі. Вона була збудована в найкращих традиціях українського народного зодчества, про що свідчить зображення її на малюнку-панорамі Києва 1651 р. Сирійський мандрівник Павло Алеппський у середині XVII ст. записав у своїх нотатках, що на території Братського монастиря розміщувалися дві тоді ще дерев'яні церкви — Благовіщенська надбрамна та Богоявленська церкви. «В п'ятницю ми слухали літургію у великому монастирі, що називається на їх мові Сагайдачного… Він на честь Богоявлення і має ігумена й монахів. Кругом великої церкви йде аркада опасання, у ній троє дверей, вона з трьома куполами. Вона грандіозна, велика й має амвон зі сходами. У хоросі є також дерев'яний круглий поміст; місця для стояння (форми) йдуть рядами праворуч і ліворуч і звернені на схід перед ними праворуч від хороса красиве архієрейське місце, задня сторона якого решітчаста. Кругом церкви споруди величаві й дуже великі». У 1622 році «при Братській церкві» було поховано гетьмана Петра Сагайдачного.

### Будування мурованого собору за часів Івана Мазепи

Панегірик І. Мазепі художника І. Мігури, 1706 р. (Богоявленський собор зображено другим зліва у верхньому рядку)

Свого розквіту Братський Богоявленський монастир і Києво-Могилянський колегіум досягають в роки меценатської діяльності Івана Мазепи. 21 травня 1693 р. гетьман подав листа московським царевичам Івану й Петру І. В ньому висловлювалося прохання відрядити до Києва відомого московського зодчого Йосифа Старцева (у Києві також спорудив Микільський собор і створив абрис (кресленик) для зведення мурованого академічного корпусу колегіуму). На панегірику 1706 р. художника І. Мігури на честь Івана Мазепи у верхньому рядку зображено шість соборів, будівництво яких фундував гетьман. Другим зліва зображено Богоявленський собор Братського монастиря.

#### Авторство
Попри те, що лист Мазепи свідчить на користь того, що автором Богоявленського собору є Старцев, окремі мистецтвознавці доводять авторство киянина Івана Зарудного — вихованця Києво-Могилянської колегії, українця за походженням, що прославився своїми роботами в Москві та Санкт-Петербурзі. За цією версією Й. Старцев брав участь у створенні собору тільки як рядовий виконавець будівельних робіт. Доказом цього є стилістична відмінність московських споруд Старцева від Богоявленського та Микільського соборів Києва. Проте в такому разі сумнівним видається участь прославленого російського майстра як пересічного виконроба й великий гонорар, який йому сплачував особисто І. Мазепа.
Будівництво Богоявленського собору було завершено 1693 року. Спорудження велетенського п'ятикупольного Богоявленського собору започаткувало інтенсивне формування архітектурного ансамблю монастиря.

### XVIII—XIXст.
Український мистецтвознавець Костянтин Шероцький писав про собор: «…в архітектурних лініях його закарбовано його справжній характер бароко;відчувається дихання могутнього та багатого віку, непоборної енергії, яка викликала розквіт не лише київської архітектури, але й живопису і усіх інших галузей мистецтва». Також він зауважував, що відмінними були чин сповіді, хрещення шляхом обливання та інші відмінності богослужіння в храмі.
1756 року за проєктом архітектора Степана Ковніра поруч із собором було споруджено дзвіницю, яка після пожежі 1811 року була перебудована. Сам храм під час пожежі частково постраждав — згорів іконостас, довелося перероблювати перекриття башт. Тож 1825 року за проєктом архітектора Андрія Меленського було створено іконостас.

## Опис собору
Богоявленський собор був однією з найбільших споруд тогочасного Києва. Він у плані мав видовжену майже невиявлену хрестоподібну форму, поділявся на три апсиди. Розпланувальна організація собору нагадувала давньоруський тринефний хрестово-купольний храм із шістьма опорними стовпами. На чотири перші від трьох абсид на сході спирався центральний купол. На західному фасаді чітко виділялися два баштоподібних виступи. Центральний купол не набагато різнився від чотирьох інших. Могутній компактний об'єм пожвавлювався наріжними пілястрами, що в нижній частині спиралися на п'єдестали і по горизонталі мали кілька поясків. Увінчував стіни антаблемент із розвиненим у висоту карнизом. На фризі було закомпоновано зображення янголят. Фризи західного фасаду й куполів мали прикрасу у вигляді полив'яних керамічних розеток.
Невеликі вузькі вікна, оздоблені розірваними фронтончиками, були високо підняті над землею. Із суворою монументальністю основного об'єму різко контрастувало оздоблення фронтонів, що розміщувались над карнизом на північному, південному й західному фасаді. У розкішних барокових картушах фронтону красувався барвистий живопис. До 1709 р. в композицію фронтону входив герб Мазепи, та після Полтавської баталії герб поспіхом збили.
Основним художнім акцентом головного — західного — фасаду в композиції собору став тамбур, що містився між двома баштоподібними виступами. Він значною мірою обрисами повторював верхній фронтон. У його першому ярусі розміщувалися три входи, у другому ярусі розташовувалися великі ікони в обрамленні виноградної лози й розкішних гірлянд. Третій ярус був лише в середній частині. На складних перепадах красувалось п'ять позолочений рапід.
Інтер'єри собору розписано було українським художником І. Квятковським та італійським майстром Дж. Б. Скотті. У храмі була чудотворна ікона Божої Матері XVII століття (образ походить із Вишгородського храму, де врятував місто від руйнацій від війська Януша Радзивілла. До Києва потрапила по Дніпру). Над царськими вратами іконостаса висів кипарисовий хрест, яким константинопольський патріарх Феофан затвердив ставропігію Київського братства. У ризниці храму зберігався восьмикінцевий срібний хрест Петра Сагайдачного. Біля південної стіни собору в інтер'єрі гетьмана біло поховано. Ще однією реліквією був напрестольний срібний хрест із розп'яттям, подарований Петром Могилою.

### Іконостас

Проєкт іконостасу А. Меленського, 1825, туш, акварель

Братський Богоявленський собор було споруджено коштом гетьмана Івана Мазепи у 1690—1693 роках. Очевидно, тоді ж у ньому встановили первісний бароковий іконостас. За монастирськими описами початку ХІХ століття цей іконостас називали «старовинної роботи, чудового різьблення, розписаний різними фарбами і вкритий золотом і сріблом». Інших свідоцтв про первинний іконостас не збереглося, оскільки він згорів під час пожежі на Подолі 1811 року.
У другій половині 1810-х років до робіт із відновлення Богоявленського собору приступає київський архітектор Андрій Меленський. Займаючись реставрацією собору, А. Меленський змінює форму бань і проєктує новий іконостас у традиціях класицизму. Цей іконостас був встановлений лише у 1825 році, а наступного року київський художником Іваном Квятковським для нього було написано 12 великих і 13 малих ікон. Судячи з проєкту іконостаса, Меленський спирався на поширену в добу бароко традицію об'єднувати в єдину конструкцію центральний і бічний іконостаси. Створений таким чином іконостас традиційно мав трискладову композицію і займав усю ширину храму. Цей одноярусний іконостас А. Меленського став одним із найкращих його творів.
Важливо наголосити, що проєктуючи іконостас, архітектор розміщує обабіч центральних царських врат пару ікон овальної форми, водночас решта ікон намісного ряду — прямокутні. Місце овальних ікон передбачалося під намісні барокові образи Спасителя і Богородиці, які, як вважається, належали старому, знищеному пожежею, іконостасу. Ця пара ікон дивом вціліла і тепер зберігається в колекції Національного художнього музею України.
У 1846 році архімандрит монастиря Димитрій Мурєтов починає роботи з перебудови іконостасу. До нього добудовують три яруси ікон, оновлюють золочення на різьбленні. Внаслідок таких перебудов до іконостасу додається ще 47 ікон, котрі написав у 1849—1850 роках живописець Іполит Кривошляпін.
Наступний архімандрит, Антоній Амфітеатров, також долучається до змін іконостаса. Його клопотом і за проєктом, складеним архітектором П. І. Спарро, у 1851 році іконостас знову доповнили.
У 1891 році центральну прикрасу Богоявленського собору знову відремонтували. Цього разу надбудовані яруси ікон розібрали, а пошкоджені вогкістю частини нижнього ярусу іконостаса замінили на нові. Зрештою іконостасові була повернута первинна композиція 1825 року і в такому вигляді він зберігся до 1930-х років.

## Закриття та знищення після 1917 р.

Загальний вигляд Подолу і Братського монастиря

Духовне життя монастиря та собору припинилося в 1920-ті роки. Територію монастиря передали під поліклініку. 
У 1929 р. окремі будівлі колишнього Києво-Братського монастиря передали установам Всеукраїнської Академії Наук. У цей Богоявленський собор все ще лишався діючим і мав громаду прихожан.
Згідно з постановою Уряду Української РСР від 1926 року, монастирський комплекс було оголошено пам'яткою архітектури республіканського значення.

### Знесення Собору
21 січня 1934 року ВУЦВК УРСР прийняв постанову про перенесення столиці України з Харкова до Києва. Генеральний план забудови Києва виконав інженер П. Хаустов. Новий генплан столиці УРСР оцінив харківський професор О. Молокін: «Забудова Києва за наперед розробленим планом генеральної реконструкції дає змогу обернути колишнє місто церков і монастирів на архітектурно викінчений, дійсно соціалістичний центр Радянської України».
22 серпня 1934 р. президія київської міськради прийняла постанову про знесення будівлі Богоявленського собору. Проте цей «вирок» не поспішали виконувати і зрештою скасували. У лютому 1935 р. за дорученням Київської обласної інспекції охорони пам’яток фотограф С.І. Притикін виконав фотофіксацію Богоявленського собору. Негативи цих світлин нині зберігаються у Державній науковій архітектурно-будівельній бібліотеці імені В.Г. Заболотного у Києві. 
4 березня 1935 р. приміщення Богоявленської церкви з дозволу обласний відділ народної освіти передали у користування одній з київських будівельних контор на умовах збереження нею культурної пам’ятки, якою собор все ще лишався. 
6 березня 1935 р. Облнаросвіти повідомив президію київської міськради про те, що умови, за яких передавалось приміщення собору, були грубо порушені. У соборі розташувались теслярські майстерні, діяльність яких завдавала шкоди іконостасу, що мав історично-мистецьке значення. Робітники палили у приміщенні цигарки, створюючи загрозу пожежі, розкрили труни у склепах, зняли з іконостасу усі мідні деталі, які так і не вдалось потім повернути. 
Зважаючи на такі кричущі порушення, облнаросвіти просив президію київської міськради передати Богоявленський собор Всеукраїнській Академії Наук, книгосховище якої вже перебувало у Старому Академічному корпусі. Про це у своєму листі від 3 квітня 1935 р. київську міськраду просив неодмінний секретар ВУАН академік Олександр Палладін: «Розшукуючи приміщення для бібліотеки, ми зупинились на церкві кол. Братського монастиря. Оскільки воно є культурним пам’ятником старовини, ВУАН звернулась до облнаросвіти і остання вважає, що приміщення потрібно передати нам під бібліотеку, оскільки це цілком забезпечить збереження приміщення як культурного пам’ятника». 
5 квітня 1936 року секретар міського комітету Компартії більшовиків України Іван Сапов звернувся до ЦК КП(б)У товаришів Косіора і Постишева з проханням з проханням розібрати на цеглу колишній братський монастир «для потреб шкільного будівництва». 
Проте Політбюро ЦК КП(б)У 15 квітня 1936 р. наказало київській міськраді розібрати будівлі колишнього Києво-Братського монастиря на цеглу «для потреб шкільного будівництва». 
Протягом 1936 року розібрали Богоявленський собор та другий і третій ярус монастирської дзвіниці. 

### Нове будівництво на місці Собору та дзвінниці
На місці північно-східного фундаменту Богоявленського собору(орієнтовно третина плями фунламенту) у 1937 р. звели (певно, з цегли розібраного храму) чотириповерховий житловий будинок для командирів і політпрацівників (нині – корпус № 2 Національного університету «Києво-Могилянська академія»). Іншу частину фундаменту заасфальтували та облаштували плац для муштри курсантів Київського військово-морського політичного училища (тепер Корпус 2 Києво-Могилянської академії).
Перший ярус дзвіниці «вбудовано» у розширену вдвічі по фасаду та надбудовану до 4 поверхів колишню будівлю крамниць побудови 1899, 1904 років.

### Вцілілі святині
У 1923 р. до Київського центрального архіву давніх актів надійшов архів Києво-Братського монастиря, який нині зберігається у Центральному державному історичному архіві України у м. Києві.
У 1928, 1932 і 1934 роках цінні культові предмети з Богоявленського собору (ікони та богослужбові книги XVII–XVIII ст., хрест єрусалимського патріарха Теофана, вкладні хрест гетьмана Петра Сагайдачного та митрополита Петра Могили, літургійне начиння, рака для мощей святих) надійшли на зберігання до Всеукраїнського музейного містечка імені Тараса Шевченка, на той час розташованого на території Києво-Печерської лаври. Нині ці історичні реліквії зберігаються у найбільших київських музеях.
У Національному художньому музеї зберігається чудотворна ікона кінця XVII століття «Богоматір Братська».

## Плани з відтворення храму
Після відродження незалежності України постало питання про можливу відбудову святині. 
23 квітня 1999 року Кабінет міністрів України вніс Собор у Програму відтворення видатних пам'яток історії та культури України. Постанва втратила чинність 21 березня 2007 року.

## Археологічні дослідження храму
У радянський і пострадянський час фундаменти собору тричі фіксувались археологами. У 1953 р. – І. Самойловським, у котловані під спорудження прибудови до корпусу 3; у 2010 р. – С. Тараненком, під час земляних робіт з ремонту тепломереж на подвір’ї Академії та у 2023 р. під час археологічних досліджень з метою верифікації даних щодо розміщення фундаментів пам’ятки місцевого значення «Залишки Богоявленського собору Києво-Братського монастиря» (виконувався на запит Комунального закладу «Центр консервації предметів археології», відповідальні особоби В. Івакін, С. Тараненко, О. Білинський).  